# Stauropoctonus excarinatus
Stauropoctonus excarinatus är en stekelart som först beskrevs av Joseph Augustine Cushman 1947.  Stauropoctonus excarinatus ingår i släktet Stauropoctonus och familjen brokparasitsteklar. Inga underarter finns listade i Catalogue of Life.